# Carlos Cambronero
Carlos Cambronero y Martínez (Madrid, 20 de noviembre de 1849-15 de diciembre de 1913) fue un historiador, ensayista y literato español. 

## Biografía
Su dedicación a su ciudad natal le valió diversos empleos y títulos, como el de cronista de la Villa de Madrid. El libro Las calles de Madrid. Noticias, tradiciones y curiosidades, escrito en colaboración con Hilario Peñasco de la Puente y publicado en 1889, está considerado como un clásico de la literatura municipal de la capital española.
Fue colaborador de Ramón de Mesonero Romanos en el Archivo Municipal de la Villa, a quien sucedió en la dirección de la Biblioteca Municipal de Madrid, y entre 1889 y 1913, fecha de su fallecimiento, ostentó el título de cronista mayor y oficial de la Villa de Madrid. Como archivero preparó la edición de cuatro tomos de Documentos del Archivo de la Villa de Madrid (1808-1909), en colaboración con Timoteo Domingo Palacio, sucesor de Mesonero en el Archivo de la Villa de Madrid. Falleció el 15 de diciembre de 1913.
Ameno biógrafo, dejó algunos estudios sobre la reina Isabel II en el contexto histórico de su época, como el titulado Isabel II, íntima, narración novelada que mereció el elogio del maestro Benito Pérez Galdós. También se le ha valorado el trabajo de investigación en torno a otro insigne cronista histórico de Madrid, el dramaturgo Ramón de la Cruz, del que llevó a la imprenta algunos sainetes inéditos.
En 1908 publicó una pequeña biografía sobre José I de España titulada José I Bonaparte, el Rey Intruso que, según Manuel Moreno Alonso, fue «el único intento, propiamente dicho, de recuperar la verdadera imagen del rey José, con motivo del primer centenario de 1808».

## Obra
- Las calles de Madrid. Noticias, tradiciones y curiosidades (1889, escrito en colaboración con Hilario Peñasco de la Puente);
- Isabel II, íntima (1908);[7]
- José Bonaparte, el rey intruso. Apuntes históricos referentes a su gobierno en España (1908);
- Las Cortes de la Revolución, Alzamiento de las Comunidades de Castilla (1908);
- Crónicas del tiempo de Isabel II.